# Bolsa de Valores de Estocolmo

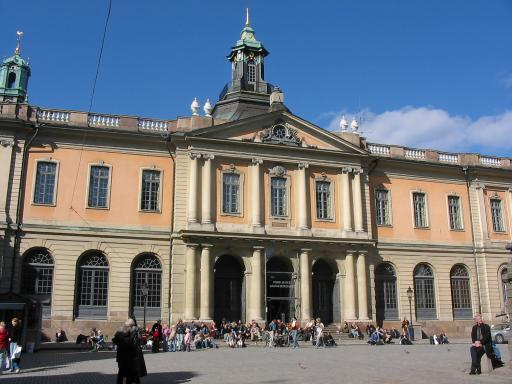
Antigo local da Bolsa de Estocolmo, antes da mudança para o Frihamnen

A Bolsa de Valores de Estocolmo - em sueco Nasdaq Stockholm - é o principal mercado de valores dos países nórdicos.
A Bolsa de Valores de Estocolmo foi fundada em 1863, tendo sido adquirida em 1998 pela empresa sueco-finlandesa OMX, a qual, por sua vez, aderiu em 2008 à NASDAQ OMX Group.

## Índice
O principal índice de referência da Bolsa de Valores de Estocolmo é o OMX-S30.
Este índice engloba as 30 empresas com maior volume de negócios da bolsa.